# Беневенто (провінція)
Провінція Беневенто (італ. Provincia di Benevento) — провінція в Італії, у регіоні Кампанія.
Площа провінції — 2 071,2 км², населення — 286 100 осіб.
Столицею провінції є місто Беневенто.

## Географія

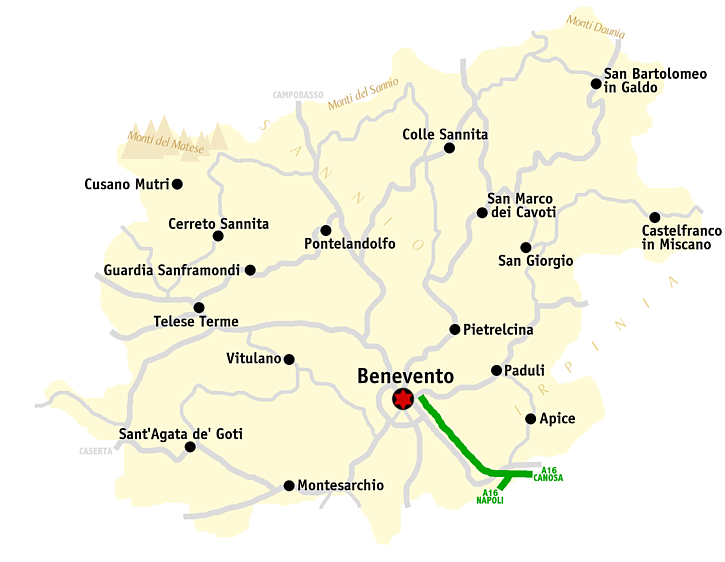
Мапа провінції

Межує на півночі з регіоном Молізе (провінцією Кампобассо), на сході з регіоном Апулія (провінцією Фоджа), на півдні з провінцією Авелліно і провінцією Неаполь, на заході з провінцією Казерта.

## Основні муніципалітети
Найбільші за кількістю мешканців муніципалітети (ISTAT):
- Беневенто - 63.026 осіб
- Монтезаркіо - 13.542 осіб
- Сант'Агата-де'-Готі - 11.541 осіб
- Сан-Джорджо-дель-Санніо - 9.809 осіб
- Аірола - 7.860 осіб
- Телезе-Терме - 6.329 осіб
- Апіче - 5.700 осіб
- Гуардія-Санфрамонді - 5.472 осіб
- Сан-Бартоломео-ін-Галдо - 5.456 осіб
- Морконе - 5.234 осіб